# Regalica
Regalica (do 1945 niem. Große Reglitz, po 1945 Rgilica) – nazwa wschodniego ramienia Odry obowiązująca poniżej części Szczecina – Klucza do jeziora Dąbie.
Pomiędzy Regalicą a głównym nurtem Odry znajduje się obszar zwany Międzyodrzem. Z Odrą Zachodnią łączą ją: Skośnica, sztuczny Kanał Leśny, Parnica oraz wiele kanałów na Międzyodrzu.
Regalica odbiera część wód z Odry Wschodniej i uchodzi do Dąbia. Dalej wody przechodzą przez kanały Czapina, Babina oraz Iński Nurt do głównego biegu Odry.
Najbardziej zmieniony został odcinek rzeki na wysokości Zdrojów, obecny fragment zwany Martwą Wodą był dawniej częścią wyspy Siedlińska Kępa, a z dawnego nurtu, częściowo zasypanego, pozostała zatoka zw. Starą Martwą Wodą.
Dopływy: Obnica, Parnica, ramiona boczne: Cegielinka, Martwa Woda.

## Infrastruktura
Nad Regalicą położone prawobrzeżne osiedla Szczecina: Klucz, Podjuchy, Zdroje i Dąbie. Rzeka stanowi również naturalną granicę pomiędzy dzielnicami Szczecina Prawobrzeżem i Śródmieściem.
Drogi i mosty nad Regalicą (licząc od południa):
- most zwodzony w Gryfinie (w ciągu DW 120)
- wiadukt autostrady A6
- kolejowy most zwodzony w Podjuchach (częściowo rozebrany)
- nowy most kolejowy nad Regalicą (zbudowany 2023)
- Most Gryfitów w ciągu ul. Floriana Krygiera
- most im. 1 Armii Wojska Polskiego (zamknięty dla ruchu)
- most kolejowy w ciągu linii kolejowej nr 351 (w sąsiedztwie mostu im. 1 Armii WP)
- Most im. Pionierów Miasta Szczecina
- Most Cłowy w Szczecinie

## Nazwa
Od Parnicy do ujścia do jeziora Dąbie, rzeka przybiera nazwę Mienia (niem. Mönne). Nazwę Regalica wprowadzono urzędowo w 1949 roku, zastępując poprzednią niemiecką nazwę Grosse Reglitz.